# Volovets
Volovets (ukrainien : Воловець) est une commune urbaine de l'oblast de Transcarpatie, en Ukraine. Elle compte 5 036 habitants en 2021.